# Maria regina coeli (Römershagen)

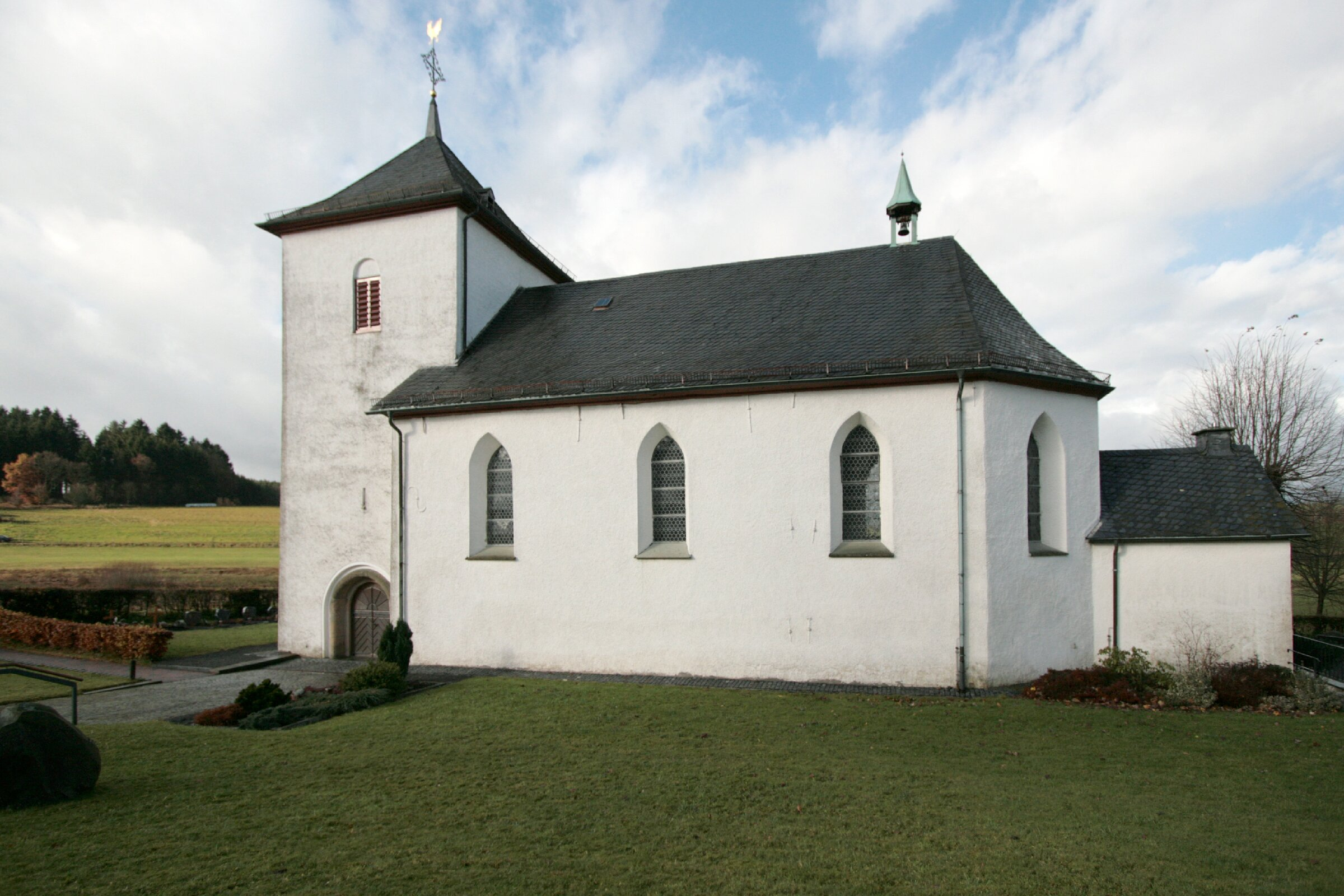
St. Maria

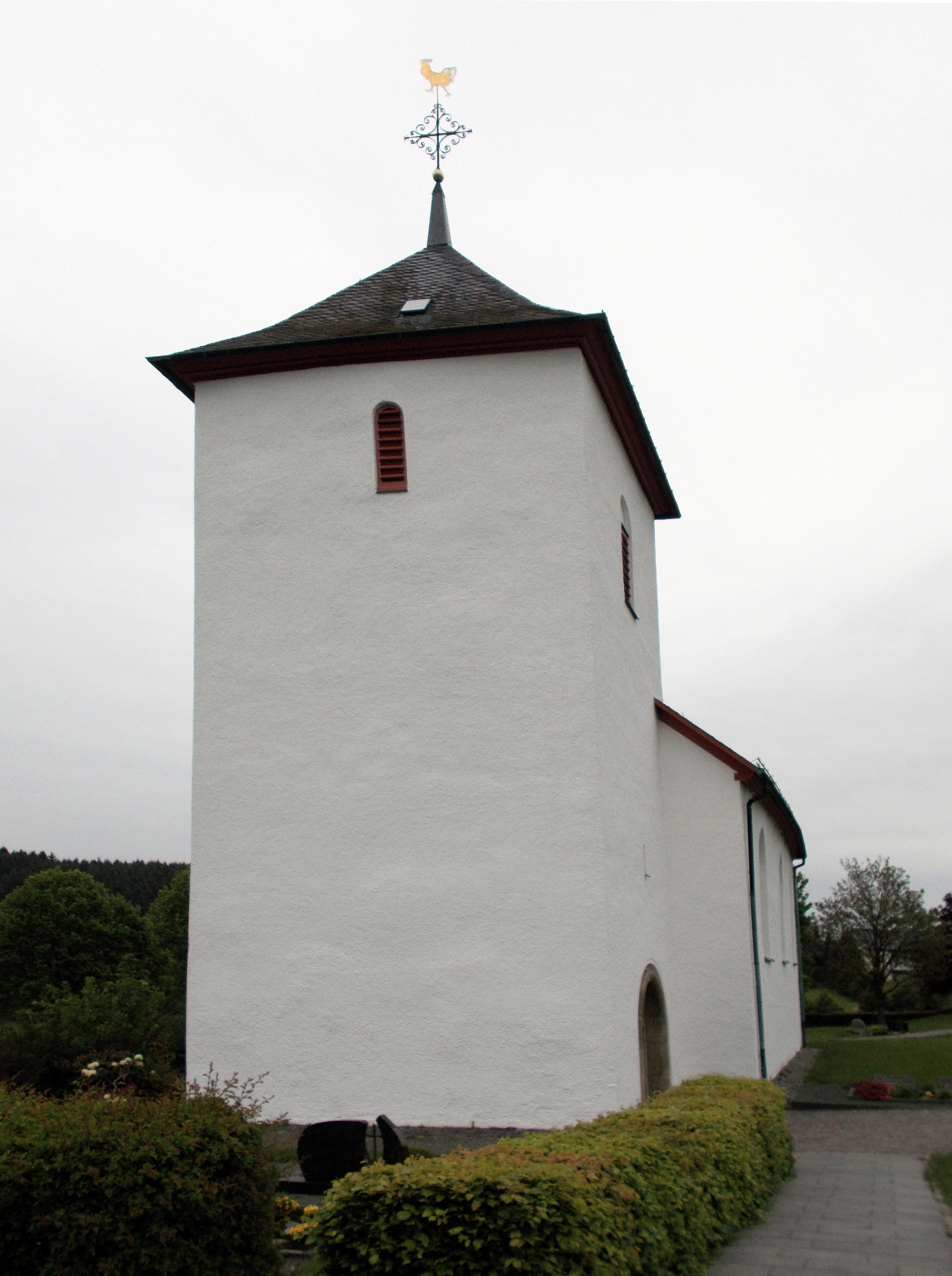
Turm

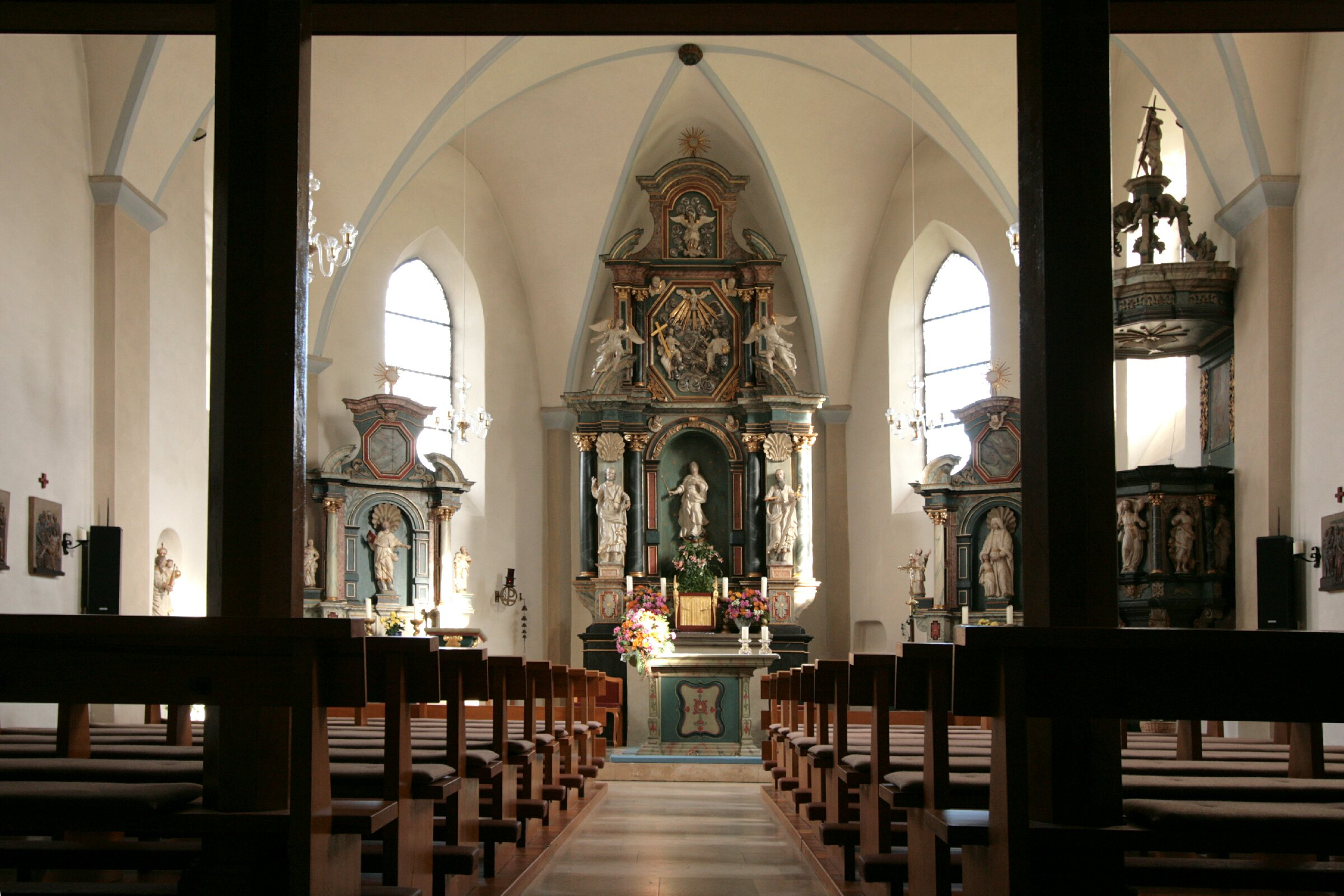
Innenansicht

Die katholische Pfarrkirche Maria regina coeli ist ein denkmalgeschütztes Kirchengebäude in Römershagen, einem Ortsteil von Wenden im Kreis Olpe (Nordrhein-Westfalen).

## Geschichte und Architektur
Das Gebäude ist ein schlichter, gotisierender Saalbau mit dreiseitigem Schluss. Sie wurde unter der Leitung von Michael Spanner errichtet. Der Bau wurde 1715/17 erbaut und 1730/31 verändert. Die Kreuzgratgewölbe sind aus Holz. Der romanische Turm ist mit gekuppelten Schallöffnungen versehen. Das Südportal stammt aus dem Jahr 1950.

## Ausstattung
- Die Altäre stammen aus der ersten Hälfte des 18. Jahrhunderts, sie sind mit barocken Heiligenfiguren aus verschiedenen Epochen und Herkunft geschmückt.
- Die Kanzel ist eine Arbeit von Johann Nikolaus Düringer aus Hadamar, sie entstand 1734[2]